# Озонс
Озонс (фр. Auzances) насеље је и општина у централној Француској у региону Лимузен, у департману Крез која припада префектури Обисон.
По подацима из 2011. године у општини је живело 1318 становника, а густина насељености је износила 186,16 становника/km². Општина се простире на површини од 7,08 km². Налази се на средњој надморској висини од 545 метара (максималној 624 m, а минималној 486 m).

## Демографија
| 1962. | 1968. | 1975. | 1982. | 1990. | 1999. | 2011. |
| ----- | ----- | ----- | ----- | ----- | ----- | ----- |
| 1.524 | 1.566 | 1.665 | 1.732 | 1.536 | 1.371 | 1.318 |

График промене броја становника у току последњих година